# Veselie, Burgas
Veselie (în bulgară Веселие) este un sat în comuna Primorsko, regiunea Burgas,  Bulgaria. 

## Demografie
Componența etnică a satului Veselie
     Turci (7,09%)
     Nicio identificare (1,63%)
     Bulgari (88,18%)
     Romi (1,63%)
     Altele (1,45%)
La recensământul din 2011, populația satului Veselie era de 550 locuitori. Din punct de vedere etnic, majoritatea locuitorilor (88,18%) erau bulgari, existând și minorități de turci (7,09%) și romi (1,63%). Pentru 1,63% din locuitori nu este cunoscută apartenența etnică.